# Bernardino Echeverría Ruiz
Pour les articles homonymes, voir Echeverria et Ruiz.
Bernardino Echeverría Ruiz, né le 12 novembre 1912 à Cotacachi en Équateur et mort le 6 avril 2000 à Quito, est un cardinal équatorien, franciscain et archevêque de Guayaquil de 1969 à 1989.

## Biographie

### Prêtre
Entré chez les franciscains en 1928, Bernardino Echeverría Ruiz a été ordonné prêtre le 4 juillet 1937 pour l'Ordre des frères mineurs.
Il se rend alors à Rome suivre des études de philosophie à l'Université pontificale de Saint-Antoine.
De retour en Équateur, il accomplit différentes missions dans le cadre de son ordre. Il a en particulier créé un magazine religieux et ouvert des maisons de soins pour les pauvres.

### Évêque
Nommé évêque d'Ambato le 23 octobre 1949, il a été consacré le 4 décembre suivant par le cardinal Efrem Forni.
Le 10 avril 1969, il devient archevêque de Guayaquil. Il occupe cette charge pendant vingt ans, se retirant pour raison d'âge le 7 décembre 1989.

### Cardinal
Il est créé cardinal, non électeur en cas de conclave, lors du consistoire du 26 novembre 1994 avec le titre de cardinal-prêtre de Ss. Nereo ed Achilleo.
Il meurt le 6 avril 2000.